# Star☆drops
『Star☆drops』（スター ドロップス）は、橋本みゆきの10枚目のシングル。2007年9月5日にLantisから発売された。

## 概要
前作「微熱S.O.S!!」から4ヶ月強ぶりのリリースとなる2007年2作目のシングル。表題曲「Star☆drops」は、PCゲーム『ほしフル 〜星藤学園天文同好会〜』オープニングテーマ、カップリングの「星に願いを 〜When you wish upon Star☆drops〜」は同ゲームのイメージソングとして使用された。後者はディズニー映画『ピノキオ』の主題歌である「星に願いを」（英題：「When You Wish upon a Star」）をモチーフに詞・曲ともにアレンジされた楽曲である。

## 収録曲
（全作詞・作曲：橋本みゆき、編曲：安瀬聖）
1. Star☆drops
  - PCゲーム『ほしフル 〜星藤学園天文同好会〜』オープニングテーマ
2. 星に願いを 〜When you wish upon Star☆drops〜
  - PCゲーム『ほしフル 〜星藤学園天文同好会〜』イメージソング
3. Star☆drops（off vocal）
4. 星に願いを 〜When you wish upon Star☆drops〜（off vocal）

## 収録アルバム
- Brilliant Moment
- ほしフル 〜星藤学園天文同好会〜 オリジナルサウンドトラック（Game size）